# Kifli

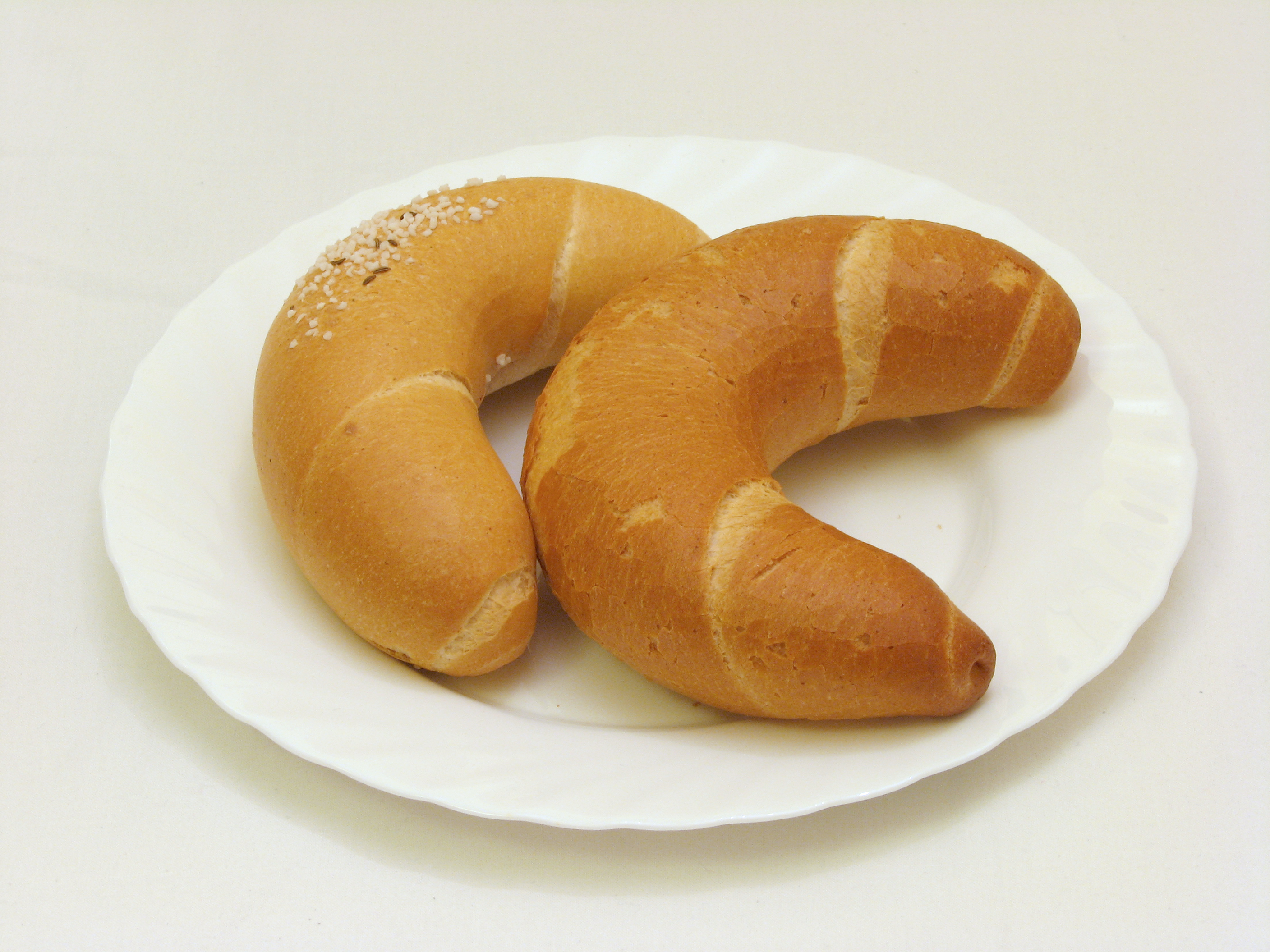
Deux kifli.

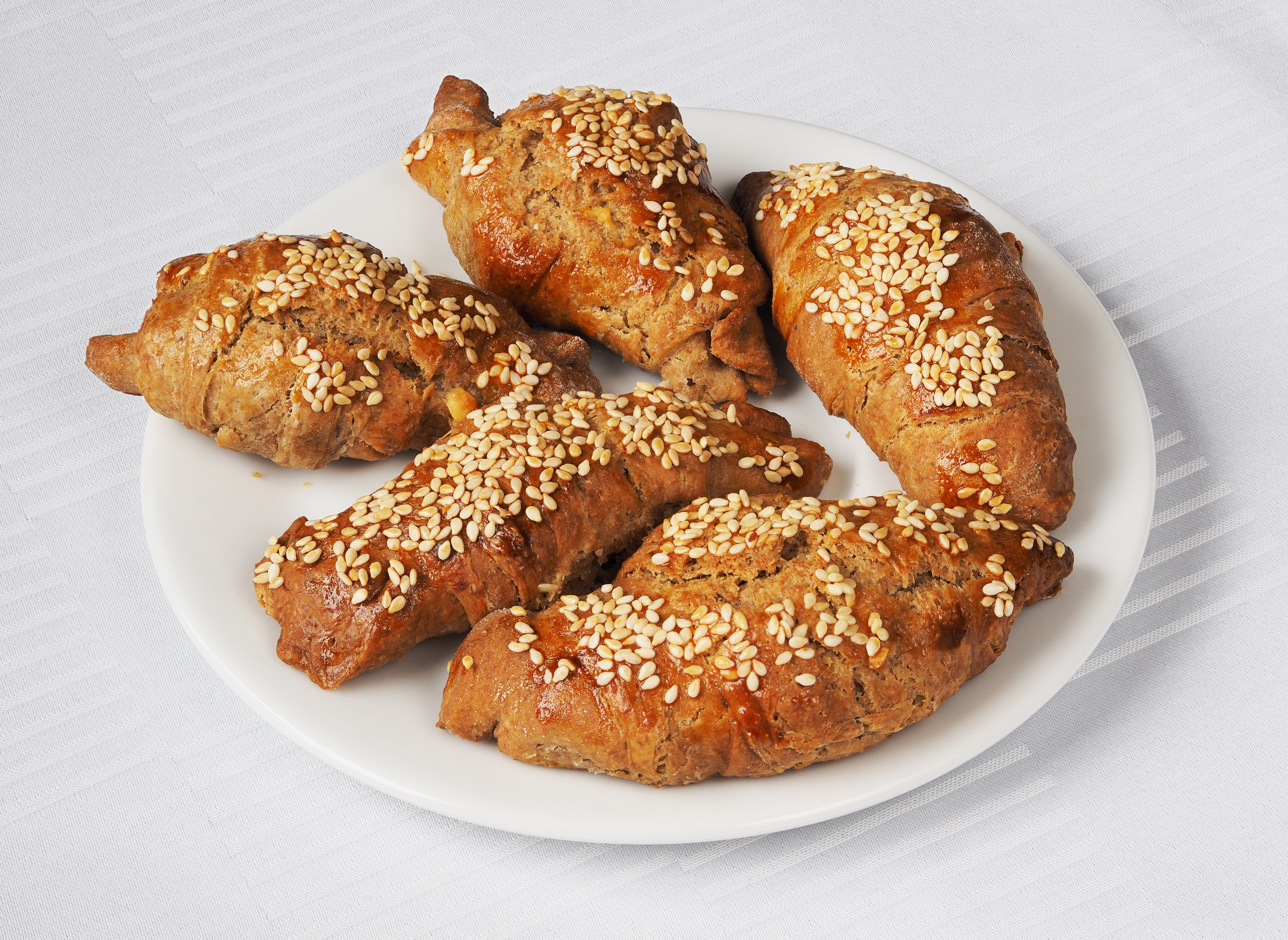
Kifli faits avec de l'épeautre (cuisine serbe).

Le kifli ou kipferl est une sorte de pain fabriqué en Europe centrale et en Europe de l'Est (Tchéquie, Slovaquie, Hongrie, Roumanie, Albanie, Bosnie-Herzégovine, Croatie, Serbie, Bulgarie, Macédoine du Nord, Autriche).
Il pourrait être l'ancêtre du croissant[réf. nécessaire]. Son existence serait attestée en Autriche depuis le XIIIe siècle, mais sans que l'on en connaisse la recette (salée ou sucrée) ni la pâte (feuilletée ou pas).
Le schwarzer Kipferl en est la variante bavaroise.